# Ariane Ascaride
Ariane Ascaride (Marseille, 10 oktober 1954) is een Franse actrice. Ze is de jongere zus van toneelregisseur Pierre Ascaride en van schrijver Gilles Ascaride, en is de actrice fétiche en de muze van haar echtgenoot Robert Guédiguian.

## Leven en werk

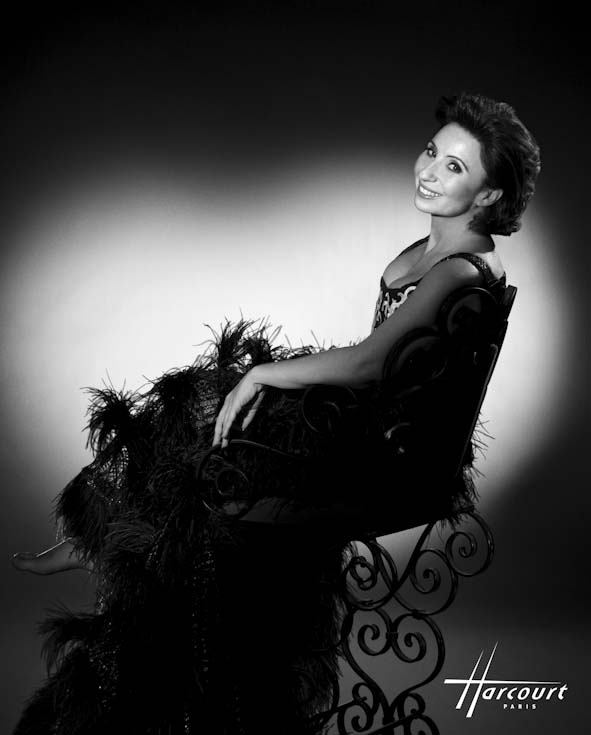
Ariane Ascaride gefotografeerd door de Studio Harcourt in 2008.

### Toneelopleiding
Ascaride kwam al op jonge leeftijd in contact met de wereld van het theater omdat ze dikwijls de amateurtoneelstukken bijwoonde waarin haar vader meespeelde. Ze ging sociologie studeren aan de Universiteit van Aix-Marseille in Aix-en-Provence waar ze betrokken raakte bij de UNEF (L'Union nationale des étudiants de France). In dat milieu leerde ze haar toekomstige echtgenoot Robert Guédiguian kennen.
Hierna volgde ze in Parijs lessen bij bekende theaterregisseurs zoals Antoine Vitez et Marcel Bluwal aan het Conservatoire national d'art dramatique. Tijdens haar eerste jaren op de planken speelde ze voornamelijk in stukken die door haar broer Pierre geregisseerd werden. Daarna begon ze bijrolletjes te spelen in films zoals La Communion solennelle (René Féret, 1977) en Retour à Marseille (1980) van haar stadsgenoot René Allio.

### Filmen met Robert Guédiguian
Vanaf 1980 zou ze meespelen in alle films van haar man, op een na. In 1980 vroeg hij haar de hoofdrol te vertolken in Dernier été, zijn eerste langspeelfilm. Het drama speelde zich af in het arbeidersmilieu en had de sociaal-economische neergang van L'Estaque als achtergrond. Samen met een vaste groep acteurs, bestaande uit onder meer Jean-Pierre Darroussin, Gérard Meylan en Jacques Boudet, bouwde ze het Marseille-universum van de sociaal bewogen Guédiguian uit. Pas in 1995 oogstte À la vie, à la mort ! een eerste bescheiden commercieel succes. Haar energieke vertolking werd fel gewaardeerd door de filmcritici.

### Doorbraak onder Guédiguian
Haar definitieve doorbraak naar het grote publiek kwam twee jaar later met Marius et Jeannette (1997). Haar natuurlijke charme en lichtjes onbeschaamde houding, haar optimistisch en temperamentvol karakter, haar goed humeur en haar zacht Marseillaans accent gaven pit aan haar rol van alleenstaande moeder met twee kinderen. Ze bleef indringende rollen spelen in het werk van haar man: zo gaf ze in het drama La ville est tranquille (2000) gestalte aan een moedige maar hopeloze moeder die haar verslaafde tienerdochter en -moeder uiteindelijk een overdosis inspuit, en speelde ze in Marie-Jo et ses deux amours (2001) de besluiteloze vrouw die verscheurd wordt tussen haar man en haar minnaar. Pakkende vertolkingen volgden nog in onder meer het historische drama L'Armée du crime (2009) waarin ze de moeder vertolkte van een jonge verzetsstrijder die tijdens de Tweede Wereldoorlog gefusilleerd wordt, en in het sociaal drama Les Neiges du Kilimandjaro waarin ze de echtgenote speelde van een ontslagen dokwerker-vakbondsman in Marseille.

### Eenentwintigste eeuw: (ook) werken met andere cineasten
Vanaf het einde van de jaren negentig begon Ascaride iets nadrukkelijker mee te spelen in films van andere cineasten. Zo speelde ze meermalen in films van haar stadsgenoten Jean-Henri Roger en Emmanuel Mouret. Ze verleende ook meerdere keren haar medewerking aan geëngageerde filmregisseurs zoals Dominique Cabrera en het duo Olivier Ducastel-Jacques Martineau. Vermeldenswaardig uit die periode is ook het gevoelige drama Brodeuses (2003), waarin ze, zeer sober voor haar doen, een haute-couture-borduurster vertolkte die een jong meisje verzoent met haar zwangerschap en haar smaak van borduur- en naaiwerk te pakken laat krijgen. Daniel Auteuil castte haar heel gepast in Marius (2013) en in Fanny (2013), een remake van de eerste twee luiken van Marcel Pagnols Marseilletrilogie.

### Televisie en toneel
Ariane Ascaride werkt ook regelmatig voor het kleine scherm. Gedurende gans haar filmcarrière bleef ze ook trouw aan haar eerste roeping: ze verschijnt nog steeds op de planken.

## Filmografie

### Films
- 1977 - La Communion solennelle (René Féret)
- 1978 - Le barbouillé ou la mort gaie (Maria Koleva)
- 1980 - Retour à Marseille (René Allio)
- 1980 - À vendre (Christian Drillaud)
- 1980 - Dernier Été (Robert Guédiguian)
- 1983 - Vive la sociale! (Gérard Mordillat)
- 1985 - Rouge Midi (Robert Guédiguian)
- 1985 - Ki lo sa ? (Robert Guédiguian)
- 1989 - Dieu vomit les tièdes (Robert Guédiguian)
- 1993 - L'argent fait le bonheur (Robert Guédiguian)
- 1995 - À la vie, à la mort ! (Robert Guédiguian)
- 1996 - Calino Maneige (Jean-Patrick Lebel)
- 1997 - L'Autre côté de la mer (Dominique Cabrera)
- 1997 - Marius et Jeannette (Robert Guédiguian)
- 1998 - À la place du cœur (Robert Guédiguian)
- 1998 - Le serpent a mangé la grenouille (Alain Guesnier)
- 1999 - Paddy (Gérard Mordillat)
- 1999 - Drôle de Félix (Olivier Ducastel en Jacques Martineau)
- 1999 - Nadia et les hippopotames (Dominique Cabrera)
- 1999 - Nag la bombe (Jean-Louis Milesi)
- 2000 - La ville est tranquille (Robert Guédiguian)
- 2000 - À l'attaque ! (Robert Guédiguian)
- 2001 - Marie-Jo et ses deux amours (Robert Guédiguian)
- 2001 - Le Ventre de Juliette (Martin Provost)
- 2001 - Ma vraie vie à Rouen (Olivier Ducastel en Jacques Martineau)
- 2002 - Une place sur terre (Anne-Marie Étienne)
- 2002 - Lulu (Jean-Henri Roger)
- 2002 - Imposture (Patrick Bouchitey)
- 2003 - Mon père est ingénieur (Robert Guédiguian)
- 2003 - Brodeuses (Éleonore Faucher)
- 2004 - Miss Montigny (Miel Van Hoogenbemt)
- 2004 - Le Thé d'Ania (Said Ould Khelifa)
- 2004 - Code 68 (Jean-Henri Roger)
- 2006 - Changement d'adresse (Emmanuel Mouret)
- 2006 - L'Année suivante (Isabelle Czajka)
- 2006 - Le Voyage en Arménie (Robert Guédiguian)
- 2008 - Lady Jane (Robert Guédiguian)
- 2009 - L'Armée du crime (Robert Guédiguian)
- 2009 - Le Hérisson (Mona Achache)
- 2011 - L'Art d'aimer (Emmanuel Mouret)
- 2011 - Les Neiges du Kilimandjaro (Robert Guédiguian)
- 2011 - La Délicatesse (Stéphane en David Foenkinos)
- 2013 - Marius (Daniel Auteuil)
- 2013 - Fanny (Daniel Auteuil)
- 2013 - Une autre vie (Emmanuel Mouret)
- 2014 - Au fil d'Ariane (Robert Guédiguian)
- 2014 - Les Héritiers (Marie-Castille Mention-Schaar)
- 2014 - L'Amore non perdona (Stefano Consiglio)
- 2015 - Une histoire de fou (Robert Guédiguian)
- 2016 - Le Ciel attendra (Marie-Castille Mention-Schaar)
- 2017 - La Villa (Robert Guédiguian)
- 2018 - Les Chatouilles (Andréa Bescond en Éric Métayer)
- 2019 - Gloria Mundi (Robert Guédiguian)
- 2021 - Les Héroïques (Maxime Roy)
- 2023 - Le Processus de paix (Ilan Klipper)
- 2023 - Sous le tapis (Camille Japy)
- 2023 - Et la fête continue ! (Robert Guédiguian)

### Televisie(films)
- 1982 - Mozart (Marcel Bluwal) (feuilleton)
- 1982 - L'Apprentissage de la ville (Caroline Huppert)
- 1990 - L'Ami Giono : Jofroi de la Maussan (Marcel Bluwal)
- 1990 - L'Ami Giono : Onorato (Marcel Bluwal)
- 1993 - Grossesse nerveuse (Denis Rabaglia)
- 1997 - De mère inconnue (Emmanuelle Cuau)
- 2000 - Retiens la nuit (Dominique Cabrera)
- 2005 - Vénus et Apollon (1 aflevering van de televisieserie)
- 2010 - George et Fanchette (Jean-Daniel Verhaeghe) (tweedelige televisiefilm)
- 2010 - La femme qui pleure au chapeau rouge (Jean-Daniel Verhaeghe)
- 2010 - Fracture (Alain Tasma)
- 2011 - Les mauvais jours (Pascale Bailly)
- 2011 - Roses à crédit (Amos Gitaï)
- 2011 - Divorce et fiançailles (Olivier Peray)
- 2013 - C'est pas de l'amour (Jérôme Cornuau)

### (Televisie)regisseur
- 2009 - Ceux qui aiment la France

## Toneel

### Actrice
- 1979 - Vingt minutes avec un ange - Anecdotes provinciales van Alexandre Vampilov, in een regie van Gabriel Garran
- 1982 - La Segretaria, in een regie van Pierre Ascaride
- 1982 - L'essuie-mains des pieds van Gil Ben Aych, in een regie van Pierre Ascaride
- 1985 - Ma famille-revue van Eduardo De Filippo, in een regie van Pierre Ascaride
- 1991 - Le Cimetière des éléphants van Jean-Paul Daumas, in een regie van Gilles Guillot
- 199] - Papa van Serge Valletti, in een regie van Pierre Ascaride
- 1995 - Les Putes van Aurelio Grimaldi, in een regie van Pierre Ascaride
- 1995 - Un coin d'azur van Jean Bouchaud, in een regie van de auteur
- 2000 - Le Grand Théâtre van Evelyne Pieiller, in een regie van Robert Guédiguian
- 2003 - Mathilde van Véronique Olmi, in een regie van Didier Long
- 2003 - Algérie, je t'écris
- 2004 - Pour Bobby van Serge Valletti, in een regie van Michel Cerda
- 2006 - Ariane Ascaride lit Serge Valletti
- 2007 - La Maman bohême / Médée van Dario Fo en Franca Rame, in een regie van Didier Bezace
- 2011 - L’Amour, la mort, les fringues van Nora et Delia Ephron, in een regie van Danièle Thompson
- 2013-2014 - Le Dernier jour du jeûne van Simon Abkarian, in een regie van de auteur

### Toneelregie
- 2005 - Inutile de tuer son père, le monde s'en charge van (en met) Pierre Ascaride

## Prijzen en nominaties

### Prijzen
- 1998 - Marius et Jeannette: César voor beste actrice
- 2006 - Le Voyage en Arménie: Beste actrice op het Internationaal filmfestival van Rome
- 2019 - Gloria Mundi: Beste actrice op het Filmfestival van Venetië

### Nominaties

#### César voor beste actrice
- 1998 - Marius et Jeannette
- 2003 - Marie-Jo et ses deux amours
- 2012 - Les Neiges du Kilimandjaro

#### César voor beste vrouwelijke bijrol
- 2005 - Brodeuses

- Bibsys: 99003730
- Biblioteca Nacional de España: XX1680308
- Bibliothèque nationale de France: cb14016857j (data)
- Gemeinsame Normdatei: 142261033
- International Standard Name Identifier: 0000 0001 2139 6794
- Library of Congress Control Number: no2002048555
- MusicBrainz: 281739c7-78f9-414a-a8fc-fe3a4b10e96c
- Nationale Bibliotheek van Israël: 987007270837405171
- Nederlandse Thesaurus van Auteursnamen: 181427613
- Réseau des bibliothèques de Suisse occidentale: 02-A011954082
- SNAC: w6xp7wdw
- Système universitaire de documentation: 058928162
- Virtual International Authority File: 74049787
- WorldCat: E39PBJjMDjwTcFgwpDJCHQHjYP